# Обручение с морем

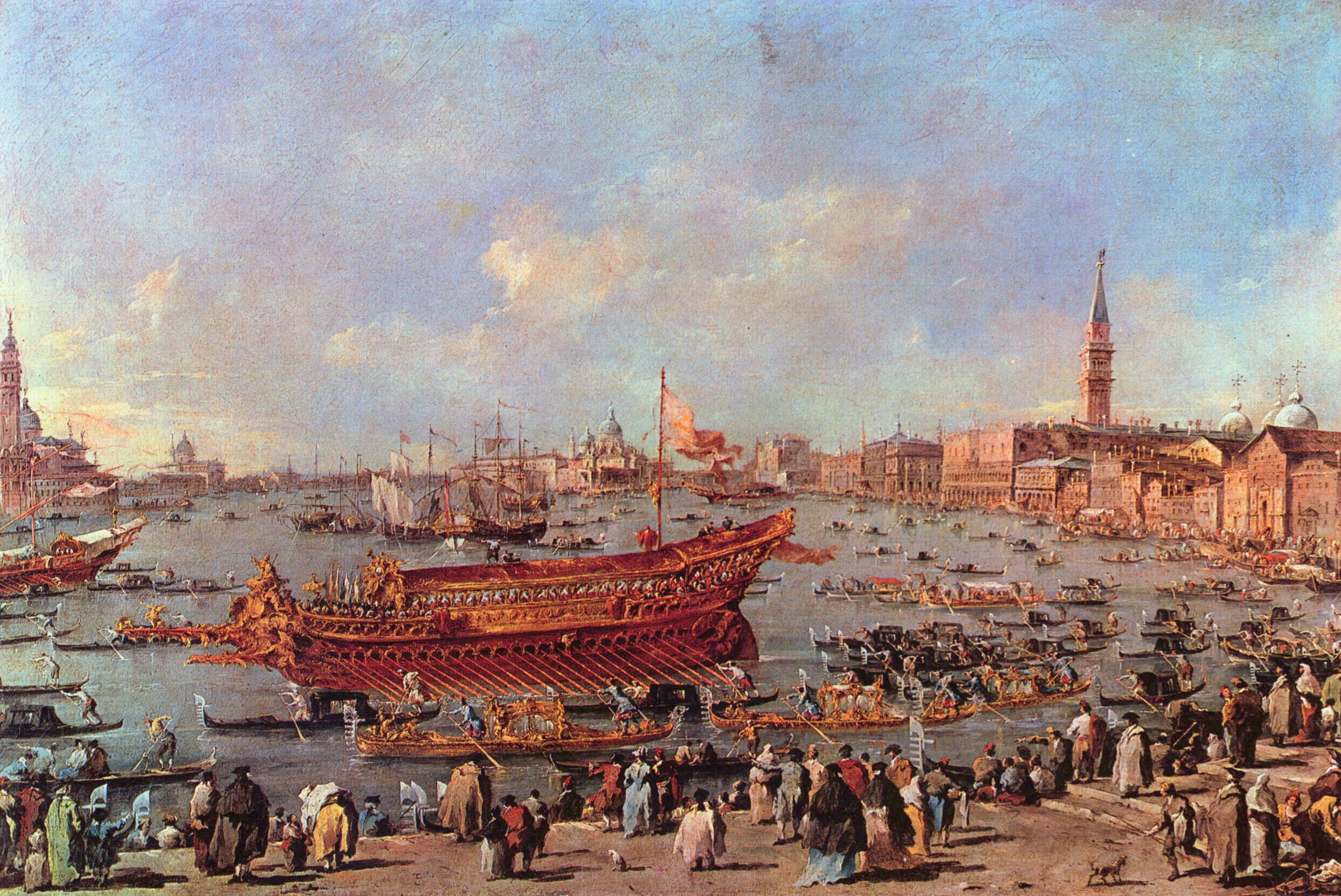
Франческо Гварди. Отправление Бучинторо на Лидо в день Вознесения. 1775—1780. Лувр, Париж

В Венецианской республике существовала церемония «Обручение с морем», которая символизировала морское владычество Венеции. Церемония была учреждена в 1000 году в память о завоевании Далмации войсками под предводительством дожа Пьетро II Орсеоло и проводилась в день церковного праздника Вознесения, потому что именно в этот день дож отправился в поход со своей экспедицией.

## Происхождение
Ритуалы, связанные с искуплением грехов по отношению к морской стихии известны ещё со времён античности. Например, согласно Геродоту, Поликрат, тиран Самоса, однажды бросил в море драгоценное кольцо, чтобы успокоить богов. Существует рассказ о том, как императрица Елена бросила в Адриатическое море гвоздь со Святого Креста, надеясь таким образом добиться изменения направления ветра.

## История

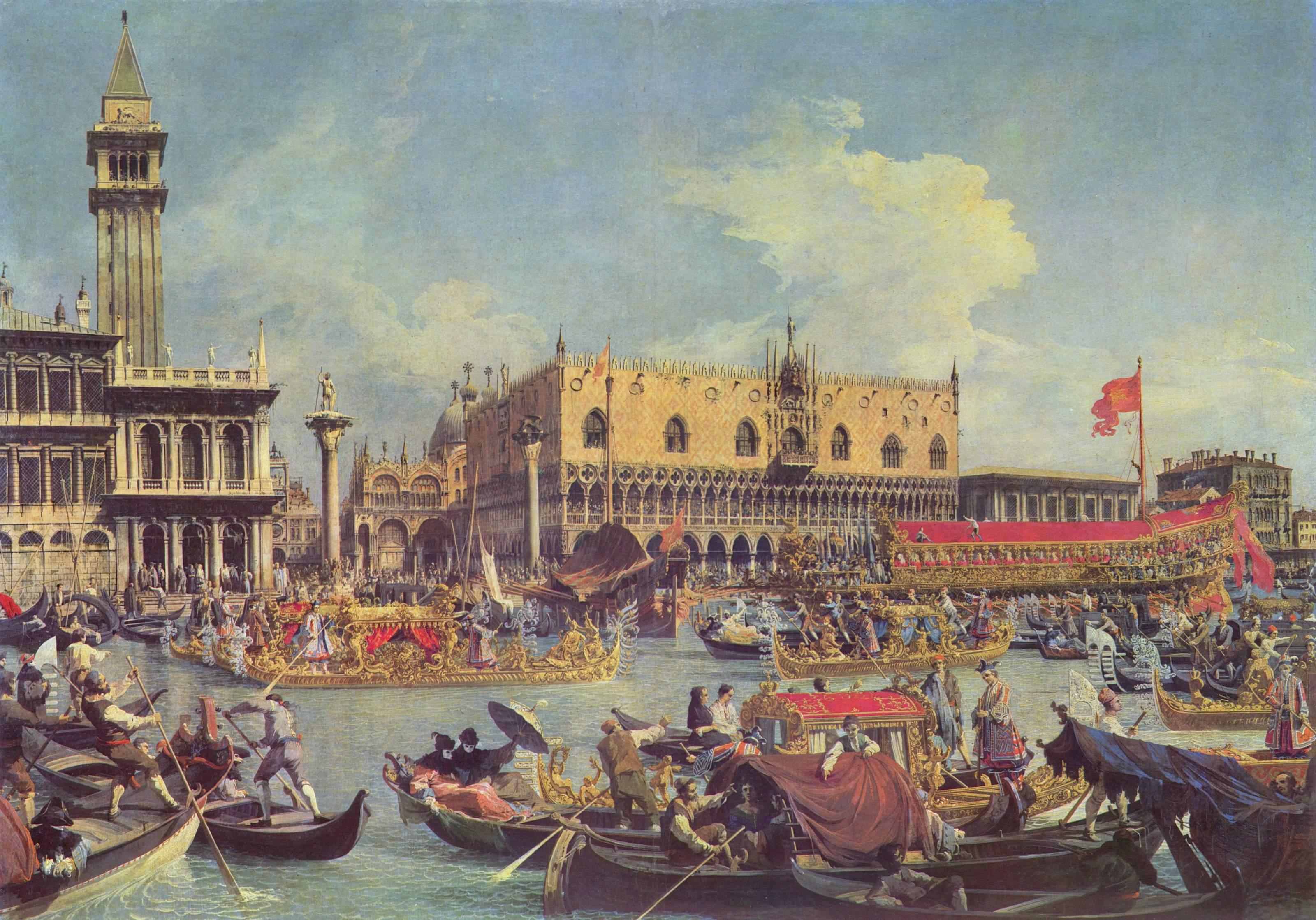
Каналетто. Возвращение Бучинторо на Моло в день Вознесения. 1730. Милан, частное собрание

Первоначально церемония «обручения с морем» не предполагала бросания в воду ценных предметов. Корабль дожа в сопровождении множества лодок и судов выходил в Венецианскую лагуну. Недалеко от храма Святого Николая, покровителя моряков, читалась молитва; затем церковные служители окропляли дожа и его сопровождающих святой водой, после чего остатки воды выливались в море под звуки торжественных песнопений.
В 1177 году папа Александр III посетил Венецию в благодарность за помощь, которую оказала ему Венеция в борьбе против императора Фридриха Барбароссы. Согласно легенде, во время церемонии обручения с морем папа снял с пальца дожа драгоценный перстень, прочитал молитву и предложил бросить драгоценность в море «в знак истинного и вечного владычества», вечного торжества Венеции в водах Адриатики. С тех пор древняя традиция приобрела окончательный вид, и соблюдалась в виде ежегодной церемонии вплоть до падения Венецианской республики.
Церемония описана в ряде литературных произведений, включая повесть Гофмана «Дож и догаресса» из сборника «Серапионовы братья», а также изображена на масштабных полотнах ведутистов XVIII века (Каналетто, Гварди и др.).